# Топнери
Топне́ри (рос. Топнеры, чув. Тупнер) — присілок у складі Цівільського району Чувашії, Росія. Входить до складу Чирічкасинського сільського поселення.
Населення — 85 осіб (2010; 103 у 2002).
Національний склад:
- чуваші — 99 %